# Liga Argentina de Voleibol 2013-14
La Liga Argentina de Voleibol 2013-14 fue la decimoctava edición desde la creación de la competencia nacional de clubes y la decimoprimera organizada por la ACLAV. Se inició el 30 de noviembre de 2013 con el partido entre Boca Río Uruguay Seguros y Obras Pocito, y finalizó el 19 de abril de 2014 con el partido final entre UPCN San Juan Vóley y Lomas Vóley, que coronó al equipo sanjuanino como campeón por cuarta vez consecutiva.

## Equipos participantes
| Club                       | Localidad                     | Estadio                     | 13-14       | P  | C |
| -------------------------- | ----------------------------- | --------------------------- | ----------- | -- | - |
| Boca Río Uruguay Seguros   | Ciudad de Buenos Aires        | Estadio Luis Conde          | 4.°         | 8  | - |
| Ciudad Vóley               | Ciudad de Buenos Aires        | Polideportivo Víctor Nethol | 1.° Liga A2 | 0  | - |
| Personal Bolívar           | Bolívar, Buenos Aires         | República de Venezuela      | 2.°         | 11 | 6 |
| Gigantes del Sur           | Neuquén, Neuquén              | Ruca Che                    | 8.°         | 8  | - |
| La Unión de Formosa        | Formosa, Formosa              | Estadio Cincuentenario      | 6.°         | 6  | - |
| Lomas Vóley                | Lomas de Zamora, Buenos Aires | Estadio Lomas de Zamora     |             | 0  | - |
| Obras Pocito               | San Juan, San Juan            | Estadio Aldo Cantoni        | 2.° Liga A2 | 6  | - |
| PSM Vóley                  | Puerto San Martín, Santa Fe   | Club Paraná                 | 7.°         | 4  | - |
| Sarmiento Santana Textiles | Resistencia, Chaco            | Estadio Alejo Gronda        | 5.°         | 3  | - |
| UNTreF Vóley               | Tres de Febrero, Buenos Aires | Bicentenario de Morón       | 9.°         | 1  | - |
| UPCN Vóley                 | San Juan, San Juan            | Estadio Aldo Cantoni        | Campeón     | 6  | 3 |

## Modo de disputa
Fase regular
Los equipos se enfrentarán todos contra todos a dos rondas, una vez como local y una vez como visitante. Para reducir el calendario, los equipos juegan dos partidos por fin de semana, denominados «weekends».
A los equipos se los ordenará en una tabla de posiciones según sus resultados y del primero al octavo inclusive accederán a la siguiente fase. Para ordenarlos en la tabla se tienen en cuenta los resultados en los partidos de la siguiente manera:
- Por partido ganado en cuatro sets se otorgan 3 puntos.
- Por partido empatado en cuatro sets se otorga 1 punto más un punto al ganador del quinto set.
- Por partido perdido no se otorgan puntos.

Play-offs
Los ocho equipos participantes se los emparejará de manera tal que los mejores equipos de la anterior fase se enfrenten a los peores.
| 1.º - 8.º 4.º - 5.º | 2.º - 7.º 3.º - 6.º |

Cada llave se juega al mejor de cinco partidos, donde los equipos ubicados del 1.° al 4.° puesto tienen ventaja de localía, jugando los dos primeros partidos como local, luego los dos segundos partidos como visitante, y de ser necesario un quinto juego, nuevamente como local, así, los mejores equipos disputan tres partidos en su estadio.
Los cuatro ganadores se emparejan según los enfrentamientos de las llaves previas. En esta fase también existe la ventaja de localía y también se disputa al mejor de cinco partidos. Los ganadores de las llaves acceden a la final, mientras que los perdedores dejan de participar.
La final se disputa al mejor de cinco partidos entre los dos equipos que ganaron las semifinales y el ganador de la misma se proclama como campeón de la Liga A1 en esta temporada.
El campeón además clasifica al Campeonato Sudamericano de Clubes.

## Fase regular
| Pos. | Equipo                     | Partidos | Partidos | Partidos | Sets | Sets | Tantos | Tantos | Pts |
| Pos. | Equipo                     | PJ       | PG       | PP       | SG   | SP   | TG     | TP     | Pts |
| ---- | -------------------------- | -------- | -------- | -------- | ---- | ---- | ------ | ------ | --- |
| 1.º  | UPCN San Juan Vóley        | 20       | 19       | 1        | 59   | 5    | 1595   | 1280   | 58  |
| 2.º  | Sarmiento Santana Textiles | 20       | 14       | 6        | 45   | 31   | 1762   | 1690   | 39  |
| 3.º  | Lomas Vóley                | 20       | 11       | 9        | 42   | 31   | 1668   | 1590   | 36  |
| 4.º  | La Unión de Formosa        | 20       | 12       | 8        | 41   | 34   | 1734   | 1687   | 34  |
| 5.º  | Boca Río Uruguay Seguros   | 20       | 11       | 9        | 40   | 37   | 1745   | 1704   | 33  |
| 6.º  | Ciudad Vóley               | 20       | 10       | 10       | 35   | 35   | 1562   | 1558   | 30  |
| 7.º  | Personal Bolívar           | 20       | 10       | 10       | 39   | 43   | 1795   | 1816   | 28  |
| 8.º  | Gigantes del Sur           | 20       | 7        | 13       | 33   | 44   | 1713   | 1792   | 24  |
| 9.º  | Obras Pocito               | 20       | 6        | 14       | 24   | 48   | 1540   | 1696   | 18  |
| 10.º | PSM Vóley                  | 20       | 6        | 14       | 26   | 48   | 1617   | 1771   | 16  |
| 11.º | UNTreF Vóley               | 20       | 4        | 16       | 24   | 52   | 1662   | 1809   | 14  |

|  |                                  |
|  | Clasificados a cuartos de final. |

### Resultados
| Fecha 1        | Fecha 1           | Fecha 1 | Fecha 1          | Fecha 1            | Fecha 1 | Fecha 1 | Fecha 1 | Fecha 1 | Fecha 1 |
| Fecha          | Local             | Resul   | Visitante        | Estadio            | Set 1   | Set 2   | Set 3   | Set 4   | Set 5   |
| -------------- | ----------------- | ------- | ---------------- | ------------------ | ------- | ------- | ------- | ------- | ------- |
| 2 de diciembre | Boca Río Uruguay  | 0 - 3   | UPCN San Juan    | Luis Conde         | 21-25   | 16-25   | 24-26   |         |         |
| 2 de diciembre | UNTreF Vóley      | 3 - 1   | Obras Pocito     | Bicentenario Morón | 19-25   | 25-23   | 25-22   | 25-14   |         |
| 2 de diciembre | Personal Bolívar  | 3 - 2   | Ciudad Vóley     | Rep. de Venezuela  | 25-19   | 23-25   | 20-25   | 25-23   | 15-9    |
| 2 de diciembre | PSM Vóley         | 3 - 1   | Lomas Vóley      | Gimnasio Paraná    | 25-22   | 18-25   | 25-21   | 25-23   |         |
| 2 de diciembre | Sarmiento Santana | 3 - 2   | Gigantes del Sur | Alejo Gronda       | 19-25   | 20-25   | 25-21   | 25-23   | 15-11   |

| Fecha 2         | Fecha 2          | Fecha 2 | Fecha 2          | Fecha 2            | Fecha 2 | Fecha 2 | Fecha 2 | Fecha 2 | Fecha 2 |
| Fecha           | Local            | Resul   | Visitante        | Estadio            | Set 1   | Set 2   | Set 3   | Set 4   | Set 5   |
| --------------- | ---------------- | ------- | ---------------- | ------------------ | ------- | ------- | ------- | ------- | ------- |
| 30 de noviembre | Boca Río Uruguay | 3 - 0   | Obras Pocito     | Luis Conde         | 25-23   | 25-16   | 26-24   |         |         |
| 30 de noviembre | UNTreF Vóley     | 0 - 3   | UPCN San Juan    | Bicentenario Morón | 20-25   | 20-25   | 22-25   |         |         |
| 30 de noviembre | Personal Bolívar | 3 - 2   | Lomas Vóley      | Rep. de Venezuela  | 25-21   | 19-25   | 16-25   | 25-21   | 15-10   |
| 30 de noviembre | PSM Vóley        | 0 - 3   | Ciudad Vóley     | Gimnasio Paraná    | 18-25   | 27-29   | 15-25   |         |         |
| 30 de noviembre | La Unión (F)     | 2 - 3   | Gigantes del Sur | Cincuentenario     | 16-25   | 25-21   | 25-22   | 26-28   | 11-15   |

| Fecha 3        | Fecha 3          | Fecha 3 | Fecha 3           | Fecha 3            | Fecha 3 | Fecha 3 | Fecha 3 | Fecha 3 | Fecha 3 |
| Fecha          | Local            | Resul   | Visitante         | Estadio            | Set 1   | Set 2   | Set 3   | Set 4   | Set 5   |
| -------------- | ---------------- | ------- | ----------------- | ------------------ | ------- | ------- | ------- | ------- | ------- |
| 5 de diciembre | Ciudad Vóley     | 0 - 3   | UPCN San Juan     | Víctor Nethol      | 18-25   | 20-25   | 19-25   |         |         |
| 5 de diciembre | Lomas Vóley      | 3 - 0   | Obras Pocito      | Microestadio Lomas | 25-20   | 25-19   | 25-20   |         |         |
| 5 de diciembre | Personal Bolívar | 3 - 1   | Sarmiento Santana | Rep. de Venezuela  | 25-17   | 25-18   | 30-32   | 25-20   |         |
| 5 de diciembre | PSM Vóley        | 3 - 0   | La Unión (F)      | Gimnasio Paraná    | 25-21   | 25-23   | 25-20   |         |         |
| 5 de diciembre | Boca Río Uruguay | 1 - 3   | Gigantes del Sur  | Microestadio Lomas | 27-29   | 25-16   | 26-28   | 21-25   |         |

| Fecha 4        | Fecha 4          | Fecha 4 | Fecha 4           | Fecha 4            | Fecha 4 | Fecha 4 | Fecha 4 | Fecha 4 | Fecha 4 |
| Fecha          | Local            | Resul   | Visitante         | Estadio            | Set 1   | Set 2   | Set 3   | Set 4   | Set 5   |
| -------------- | ---------------- | ------- | ----------------- | ------------------ | ------- | ------- | ------- | ------- | ------- |
| 7 de diciembre | Ciudad Vóley     | 3 - 1   | Obras Pocito      | Víctor Nethol      | 25-23   | 24-26   | 25-14   | 25-23   |         |
| 7 de diciembre | Lomas Vóley      | 0 - 3   | UPCN San Juan     | Microestadio Lomas | 18-25   | 17-25   | 22-25   |         |         |
| 7 de diciembre | Personal Bolívar | 3 - 1   | La Unión (F)      | Rep. de Venezuela  | 26-28   | 25-20   | 25-13   | 25-14   |         |
| 7 de diciembre | PSM Vóley        | 1 - 3   | Sarmiento Santana | Gimnasio Paraná    | 27-25   | 23-25   | 23-25   | 17-25   |         |
| 7 de diciembre | UNTreF Vóley     | 1 - 3   | Gigantes del Sur  | Bicentenario Morón | 32-34   | 25-21   | 29-31   | 21-25   |         |

| Fecha 5         | Fecha 5           | Fecha 5 | Fecha 5          | Fecha 5        | Fecha 5 | Fecha 5 | Fecha 5 | Fecha 5 | Fecha 5 |
| Fecha           | Local             | Resul   | Visitante        | Estadio        | Set 1   | Set 2   | Set 3   | Set 4   | Set 5   |
| --------------- | ----------------- | ------- | ---------------- | -------------- | ------- | ------- | ------- | ------- | ------- |
| 12 de diciembre | UPCN San Juan     | 3 - 1   | Personal Bolívar | Aldo Cantoni   | 25-18   | 25-21   | 23-25   | 25-17   |         |
| 12 de diciembre | Obras Pocito      | 3 - 1   | PSM Vóley        | Aldo Cantoni   | 19-25   | 25-23   | 25-22   | 25-14   |         |
| 12 de diciembre | Sarmiento Santana | 3 - 1   | Boca Río Uruguay | Alejo Gronda   | 21-25   | 25-17   | 25-23   | 25-20   |         |
| 12 de diciembre | La Unión (F)      | 3 - 0   | UNTreF Vóley     | Cincuentenario | 25-21   | 25-21   | 25-23   |         |         |
| 12 de diciembre | Ciudad Vóley      | 0 - 3   | Gigantes del Sur | Víctor Nethol  | 22-25   | 22-25   | 23-25   |         |         |

| Fecha 6         | Fecha 6           | Fecha 6 | Fecha 6          | Fecha 6        | Fecha 6 | Fecha 6 | Fecha 6 | Fecha 6 | Fecha 6 |
| Fecha           | Local             | Resul   | Visitante        | Estadio        | Set 1   | Set 2   | Set 3   | Set 4   | Set 5   |
| --------------- | ----------------- | ------- | ---------------- | -------------- | ------- | ------- | ------- | ------- | ------- |
| 14 de diciembre | UPCN San Juan     | 3 - 1   | PSM Vóley        | Aldo Cantoni   | 25-20   | 22-25   | 25-20   | 25-14   |         |
| 14 de diciembre | Obras Pocito      | 3 - 0   | Personal Bolívar | Aldo Cantoni   | 25-23   | 25-11   | 25-18   |         |         |
| 14 de diciembre | Sarmiento Santana | 3 - 1   | UNTreF Vóley     | Alejo Gronda   | 25-15   | 25-21   | 22-25   | 25-19   |         |
| 14 de diciembre | La Unión (F)      | 1 - 3   | Boca Río Uruguay | Cincuentenario | 21-25   | 30-32   | 25-19   | 20-25   |         |
| 14 de diciembre | Lomas Vóley       | 3 - 1   | Gigantes del Sur | Víctor Nethol  | 25-15   | 22-25   | 25-20   | 25-17   |         |

| Fecha 7         | Fecha 7           | Fecha 7 | Fecha 7          | Fecha 7         | Fecha 7 | Fecha 7 | Fecha 7 | Fecha 7 | Fecha 7 |
| Fecha           | Local             | Resul   | Visitante        | Estadio         | Set 1   | Set 2   | Set 3   | Set 4   | Set 5   |
| --------------- | ----------------- | ------- | ---------------- | --------------- | ------- | ------- | ------- | ------- | ------- |
| 19 de diciembre | Boca Río Uruguay  | 2 - 3   | Personal Bolívar | Luis Conde      | 25-19   | 25-18   | 13-25   | 26-28   | 12-15   |
| 19 de diciembre | PSM Vóley         | 3 - 0   | UNTreF Vóley     | Gimnasio Paraná | 26-24   | 25-22   | 25-22   |         |         |
| 19 de diciembre | Sarmiento Santana | 1 - 3   | Ciudad Vóley     | Alejo Gronda    | 25-22   | 23-25   | 21-25   | 16-25   |         |
| 19 de diciembre | La Unión (F)      | 3 - 2   | Lomas Vóley      | Cincuentenario  | 25-17   | 23-25   | 25-16   | 25-27   | 15-13   |
| 19 de diciembre | Gigantes del Sur  | 0 - 3   | UPCN San Juan    | Ruca Ché        | 19-25   | 25-27   | 18-25   |         |         |

| Fecha 8         | Fecha 8           | Fecha 8 | Fecha 8          | Fecha 8           | Fecha 8 | Fecha 8 | Fecha 8 | Fecha 8 | Fecha 8 |
| Fecha           | Local             | Resul   | Visitante        | Estadio           | Set 1   | Set 2   | Set 3   | Set 4   | Set 5   |
| --------------- | ----------------- | ------- | ---------------- | ----------------- | ------- | ------- | ------- | ------- | ------- |
| 21 de diciembre | Personal Bolívar  | 1 - 3   | UNTreF Vóley     | Rep. de Venezuela | 21-25   | 25-19   | 19-25   | 29-31   |         |
| 21 de diciembre | PSM Vóley         | 3 - 2   | Boca Río Uruguay | Gimnasio Paraná   | 19-25   | 25-20   | 25-21   | 20-25   | 16-14   |
| 21 de diciembre | Sarmiento Santana | 3 - 0   | Lomas Vóley      | Alejo Gronda      | 25-16   | 25-18   | 26-24   |         |         |
| 21 de diciembre | La Unión (F)      | 3 - 0   | Ciudad Vóley     | Cincuentenario    | 25-16   | 25-18   | 25-22   |         |         |
| 21 de diciembre | Gigantes del Sur  | 3 - 0   | Obras Pocito     | Ruca Ché          | 25-22   | 25-22   | 25-16   |         |         |

| Fecha 9    | Fecha 9          | Fecha 9 | Fecha 9           | Fecha 9            | Fecha 9 | Fecha 9 | Fecha 9 | Fecha 9 | Fecha 9 |
| Fecha      | Local            | Resul   | Visitante         | Estadio            | Set 1   | Set 2   | Set 3   | Set 4   | Set 5   |
| ---------- | ---------------- | ------- | ----------------- | ------------------ | ------- | ------- | ------- | ------- | ------- |
| 9 de enero | UPCN San Juan    | 3 - 0   | Sarmiento Santana | Aldo Cantoni       | 25-18   | 25-18   | 25-23   |         |         |
| 9 de enero | Obras Pocito     | 1 - 3   | La Unión (F)      | Aldo Cantoni       | 27-25   | 13-25   | 27-29   | 25-13   |         |
| 9 de enero | Boca Río Uruguay | 3 - 1   | Ciudad Vóley      | Luis Conde         | 25-18   | 22-25   | 25-22   | 25-13   |         |
| 9 de enero | UNTreF Vóley     | 0 - 3   | Lomas Vóley       | Bicentenraio Morón | 19-25   | 20-25   | 20-25   |         |         |
| 9 de enero | Gigantes del Sur | 3 - 1   | Personal Bolívar  | Ruca Che           | 26-24   | 18-25   | 25-19   | 25-20   |         |

| Fecha 10    | Fecha 10         | Fecha 10 | Fecha 10          | Fecha 10           | Fecha 10 | Fecha 10 | Fecha 10 | Fecha 10 | Fecha 10 |
| Fecha       | Local            | Resul    | Visitante         | Estadio            | Set 1    | Set 2    | Set 3    | Set 4    | Set 5    |
| ----------- | ---------------- | -------- | ----------------- | ------------------ | -------- | -------- | -------- | -------- | -------- |
| 11 de enero | UPCN San Juan    | 2 - 3    | La Unión (F)      | Aldo Cantoni       | 25-20    | 22-25    | 23-25    | 25-18    | 13-15    |
| 11 de enero | Obras Pocito     | 2 - 3    | Sarmiento Santana | Aldo Cantoni       | 21-25    | 26-24    | 19-25    | 25-21    | 18-20    |
| 11 de enero | Lomas Vóley      | 3 - 1    | Boca Río Uruguay  | Microestadio Lomas | 25-16    | 25-17    | 23-25    | 25-20    |          |
| 11 de enero | UNTreF Vóley     | 0 - 3    | Ciudad Vóley      | Bicentenario Morón | 25-27    | 17-25    | 16-25    |          |          |
| 11 de enero | Gigantes del Sur | 3 - 0    | PSM Vóley         | Ruca Ché           | 25-15    | 25-21    | 25-22    |          |          |

| Fecha 11    | Fecha 11          | Fecha 11 | Fecha 11     | Fecha 11          | Fecha 11 | Fecha 11 | Fecha 11 | Fecha 11 | Fecha 11 |
| Fecha       | Local             | Resul    | Visitante    | Estadio           | Set 1    | Set 2    | Set 3    | Set 4    | Set 5    |
| ----------- | ----------------- | -------- | ------------ | ----------------- | -------- | -------- | -------- | -------- | -------- |
| 16 de enero | UPCN San Juan     | 3 - 0    | Obras Pocito | Aldo Cantoni      | 25-17    | 25-22    | 25-22    |          |          |
| 16 de enero | Personal Bolívar  | 1 - 3    | PSM Vóley    | Rep. de Venezuela | 20-25    | 23-25    | 27-25    | 19-25    |          |
| 16 de enero | Boca Río Uruguay  | 3 - 1    | UNTreF Vóley | Luis Conde        | 22-25    | 25-23    | 25-22    | 26-24    |          |
| 16 de enero | Ciudad Vóley      | 0 - 3    | Lomas Vóley  | Victor Nethol     | 16-25    | 19-25    | 12-25    |          |          |
| 16 de enero | Sarmiento Santana | 3 - 1    | La Unión (F) | Alejo Gronda      | 25-18    | 28-26    | 21-25    | 25-22    |          |

| Fecha 12    | Fecha 12     | Fecha 12 | Fecha 12          | Fecha 12           | Fecha 12 | Fecha 12 | Fecha 12 | Fecha 12 | Fecha 12 |
| Fecha       | Local        | Resul    | Visitante         | Estadio            | Set 1    | Set 2    | Set 3    | Set 4    | Set 5    |
| ----------- | ------------ | -------- | ----------------- | ------------------ | -------- | -------- | -------- | -------- | -------- |
| 18 de enero | Obras Pocito | 0 - 3    | UPCN San Juan     | Aldo Cantoni       | 18-25    | 12-25    | 18-25    |          |          |
| 18 de enero | PSM Vóley    | 1 - 3    | Personal Bolívar  | Gimnasio Paraná    | 17-25    | 23-25    | 25-18    | 25-27    |          |
| 18 de enero | UNTreF Vóley | 1 - 3    | Boca Río Uruguay  | Bicentenario Morón | 25-23    | 22-25    | 22-25    | 21-25    |          |
| 18 de enero | Lomas Vóley  | 3 - 0    | Ciudad Vóley      | Microestadio Lomas | 25-15    | 25-15    | 26-24    |          |          |
| 18 de enero | La Unión (F) | 0 - 3    | Sarmiento Santana | Cincuentenario     | 18-25    | 23-25    | 28-30    |          |          |

| Fecha 13    | Fecha 13         | Fecha 13 | Fecha 13          | Fecha 13           | Fecha 13 | Fecha 13 | Fecha 13 | Fecha 13 | Fecha 13 |
| Fecha       | Local            | Resul    | Visitante         | Estadio            | Set 1    | Set 2    | Set 3    | Set 4    | Set 5    |
| ----------- | ---------------- | -------- | ----------------- | ------------------ | -------- | -------- | -------- | -------- | -------- |
| 30 de enero | UPCN San Juan    | 3 - 0    | Boca Río Uruguay  | Aldo Cantoni       | 25-21    | 25-17    | 25-19    |          |          |
| 30 de enero | Obras Pocito     | 3 - 2    | UNTreF Vóley      | Aldo Cantoni       | 23-25    | 24-26    | 25-21    | 25-19    | 16-14    |
| 30 de enero | Ciudad Vóley     | 3 - 2    | Personal Bolívar  | Víctor Nethol      | 19-25    | 25-15    | 25-19    | 18-25    | 15-12    |
| 30 de enero | Lomas Vóley      | 3 - 0    | PSM Vóley         | Microestadio Lomas | 25-21    | 25-17    | 25-19    |          |          |
| 30 de enero | Gigantes del Sur | 1 - 3    | Sarmiento Santana | Parque Central     | 25-27    | 21-25    | 25-22    | 20-25    |          |

| Fecha 14     | Fecha 14         | Fecha 14 | Fecha 14         | Fecha 14           | Fecha 14 | Fecha 14 | Fecha 14 | Fecha 14 | Fecha 14 |
| Fecha        | Local            | Resul    | Visitante        | Estadio            | Set 1    | Set 2    | Set 3    | Set 4    | Set 5    |
| ------------ | ---------------- | -------- | ---------------- | ------------------ | -------- | -------- | -------- | -------- | -------- |
| 1 de febrero | UPCN San Juan    | 3 - 0    | UNTreF Vóley     | Aldo Cantoni       | 25-20    | 25-18    | 25-22    |          |          |
| 1 de febrero | Obras Pocito     | 1 - 3    | Boca Río Uruguay | Aldo Cantoni       | 25-23    | 21-25    | 8-25     | 18-25    |          |
| 1 de febrero | Ciudad Vóley     | 3 - 0    | PSM Vóley        | Víctor Nethol      | 25-22    | 25-19    | 25-18    |          |          |
| 1 de febrero | Lomas Vóley      | 3 - 1    | Persona Bolívar  | Microestadio Lomas | 15-25    | 25-15    | 25-23    | 25-18    |          |
| 1 de febrero | Gigantes del Sur | 2 - 3    | La Unión (F)     | Parque Central     | 22-25    | 25-21    | 25-23    | 23-25    | 22-24    |

| Fecha 15     | Fecha 15          | Fecha 15 | Fecha 15         | Fecha 15       | Fecha 15 | Fecha 15 | Fecha 15 | Fecha 15 | Fecha 15 |
| Fecha        | Local             | Resul    | Visitante        | Estadio        | Set 1    | Set 2    | Set 3    | Set 4    | Set 5    |
| ------------ | ----------------- | -------- | ---------------- | -------------- | -------- | -------- | -------- | -------- | -------- |
| 6 de febrero | UPCN San Juan     | 3 - 0    | Ciudad Vóley     | Aldo Cantoni   | 25-21    | 26-24    | 25-18    |          |          |
| 6 de febrero | Obras Pocito      | 0 - 3    | Lomas Vóley      | Aldo Cantoni   | 19-25    | 25-27    | 22-25    |          |          |
| 6 de febrero | Sarmiento Santana | 1 - 3    | Personal Bolívar | Alejo Gronda   | 24-26    | 25-21    | 21-25    | 21-25    |          |
| 6 de febrero | La Unión (F)      | 3 - 1    | PSM Vóley        | Cincuentenario | 25-19    | 27-29    | 25-18    | 25-17    |          |
| 6 de febrero | Gigantes del Sur  | 0 - 3    | Boca Río Uruguay | Parque Central | 19-25    | 18-25    | 22-25    |          |          |

| Fecha 16     | Fecha 16          | Fecha 16 | Fecha 16         | Fecha 16       | Fecha 16 | Fecha 16 | Fecha 16 | Fecha 16 | Fecha 16 |
| Fecha        | Local             | Resul    | Visitante        | Estadio        | Set 1    | Set 2    | Set 3    | Set 4    | Set 5    |
| ------------ | ----------------- | -------- | ---------------- | -------------- | -------- | -------- | -------- | -------- | -------- |
| 8 de febrero | UPCN San Juan     | 3 - 0    | Lómas Vóley      | Aldo Cantoni   | 25-20    | 25-13    | 31-29    |          |          |
| 8 de febrero | Obras Pocito      | 3 - 1    | Ciudad Vóley     | Aldo Cantoni   | 19-25    | 25-22    | 25-22    | 25-21    |          |
| 8 de febrero | Sarmiento Santana | 3 - 1    | PSM Vóley        | Alejo Gronda   | 25-21    | 21-25    | 25-19    | 25-21    |          |
| 8 de febrero | La Unión (F)      | 3 - 0    | Personal Bolívar | Cincuentenario | 25-22    | 25-22    | 26-24    |          |          |
| 8 de febrero | Gigantes del Sur  | 2 - 3    | UNTreF Vóley     | Parque Central | 17-25    | 19-25    | 26-24    | 25-15    | 9-15     |

| Fecha 17      | Fecha 17         | Fecha 17 | Fecha 17          | Fecha 17           | Fecha 17 | Fecha 17 | Fecha 17 | Fecha 17 | Fecha 17 |
| Fecha         | Local            | Resul    | Visitante         | Estadio            | Set 1    | Set 2    | Set 3    | Set 4    | Set 5    |
| ------------- | ---------------- | -------- | ----------------- | ------------------ | -------- | -------- | -------- | -------- | -------- |
| 13 de febrero | Personal Bolívar | 0 - 3    | UPCN San Juan     | Rep. de Venezuela  | 17-25    | 17-25    | 28-30    |          |          |
| 13 de febrero | PSM Vóley        | 1 - 3    | Obras Pocito      | Gimnasio Paraná    | 23-25    | 25-22    | 18-25    | 19-25    |          |
| 13 de febrero | Boca Río Uruguy  | 0 - 3    | Sarmiento Santana | Bicentenario Morón | 23-25    | 20-25    | 15-25    |          |          |
| 13 de febrero | UNTreF Vóley     | 0 - 3    | La Unión (F)      | Bicentenario Morón | 16-25    | 19-25    | 18-25    |          |          |
| 13 de febrero | Gigantes del Sur | 0 - 3    | Ciudad Vóley      | Poli. Chos Malal   | 17-25    | 13-25    | 18-25    |          |          |

| Fecha 18      | Fecha 18         | Fecha 18 | Fecha 18          | Fecha 18           | Fecha 18 | Fecha 18 | Fecha 18 | Fecha 18 | Fecha 18 |
| Fecha         | Local            | Resul    | Visitante         | Estadio            | Set 1    | Set 2    | Set 3    | Set 4    | Set 5    |
| ------------- | ---------------- | -------- | ----------------- | ------------------ | -------- | -------- | -------- | -------- | -------- |
| 15 de febrero | Personal Bolívar | 3 - 0    | Obras Pocito      | Rep. de Venezuela  | 25-23    | 25-21    | 25-20    |          |          |
| 15 de febrero | PSM Vóley        | 0 - 3    | UPCN San Juan     | Gimnasio Paraná    | 14-25    | 23-25    | 21-25    |          |          |
| 15 de febrero | Boca Río Uruguay | 3 - 0    | La Unión (F)      | Microestadio Lomas | 25-20    | 27-25    | 25-18    |          |          |
| 15 de febrero | UNTreF Vóley     | 0 - 3    | Sarmiento Santana | Bicentenario Morón | 21-25    | 17-25    | 25-16    | 25-20    | 9-15     |
| 15 de febrero | Gigantes del Sur | 0 - 3    | Lomas Vóley       | Picún Leufú        | 22-25    | 17-25    | 22-25    |          |          |

| Fecha 19      | Fecha 19         | Fecha 19 | Fecha 19          | Fecha 19           | Fecha 19 | Fecha 19 | Fecha 19 | Fecha 19 | Fecha 19 |
| Fecha         | Local            | Resul    | Visitante         | Estadio            | Set 1    | Set 2    | Set 3    | Set 4    | Set 5    |
| ------------- | ---------------- | -------- | ----------------- | ------------------ | -------- | -------- | -------- | -------- | -------- |
| 20 de febrero | Personal Bolívar | 2 - 3    | Boca Río Uruguay  | Rep. de Venezuela  | 25-23    | 19-25    | 25-22    | 11-25    | 13-15    |
| 20 de febrero | UNTreF Vóley     | 3 - 0    | PSM Vóley         | Bicentenario Morón | 25-21    | 27-25    | 30-28    |          |          |
| 20 de febrero | Ciudad Vóley     | 3 - 0    | Sarmiento Santana | Microestadio Lomas | 25-23    | 25-22    | 25-23    |          |          |
| 20 de febrero | Lomas Vóley      | 1 - 3    | La Unión (F)      | Microestadio Lomas | 21-25    | 18-25    | 25-20    | 22-25    |          |
| 20 de febrero | UPCN San Juan    | 3 - 0    | Gigantes del Sur  | Aldo Cantoni       | 25-19    | 27-25    | 25-21    |          |          |

| Fecha 20      | Fecha 20         | Fecha 20 | Fecha 20          | Fecha 20           | Fecha 20 | Fecha 20 | Fecha 20 | Fecha 20 | Fecha 20 |
| Fecha         | Local            | Resul    | Visitante         | Estadio            | Set 1    | Set 2    | Set 3    | Set 4    | Set 5    |
| ------------- | ---------------- | -------- | ----------------- | ------------------ | -------- | -------- | -------- | -------- | -------- |
| 22 de febrero | Boca Río Uruguay | 3 - 1    | PSM Vóley         | Luis Conde         | 21-25    | 25-18    | 25-20    | 25-21    |          |
| 22 de febrero | UNTreF Vóley     | 3 - 2    | Personal Bolívar  | Bicentenario Morón | 25-21    | 12-25    | 21-25    | 25-22    | 10-15    |
| 22 de febrero | Ciudad Vóley     | 1 - 3    | La Unión (F)      | Microestadio Lomas | 25-17    | 25-27    | 27-29    | 18-25    |          |
| 22 de febrero | Lomas Vóley      | 1 - 3    | Sarmiento Santana | Microestadio Lomas | 25-27    | 14-25    | 25-23    | 20-25    |          |
| 22 de febrero | Obras Pocito     | 3 - 1    | Gigantes del Sur  | Aldo Cantoni       | 25-20    | 25-21    | 19-25    | 25-23    |          |

| Fecha 21    | Fecha 21          | Fecha 21 | Fecha 21         | Fecha 21           | Fecha 21 | Fecha 21 | Fecha 21 | Fecha 21 | Fecha 21 |
| Fecha       | Local             | Resul    | Visitante        | Estadio            | Set 1    | Set 2    | Set 3    | Set 4    | Set 5    |
| ----------- | ----------------- | -------- | ---------------- | ------------------ | -------- | -------- | -------- | -------- | -------- |
| 10 de marzo | Sarmiento Santana | 0 - 3    | UPCN San Juan    | Alejo Gronda       | 22-25    | 18-25    | 19-25    |          |          |
| 10 de marzo | La Unión (F)      | 3 - 0    | Obras Pocito     | Cincuentenario     | 25-17    | 25-18    | 25-15    |          |          |
| 10 de marzo | Ciudad Vóley      | 3 - 0    | Boca Río Uruguay | Víctor Nethol      | 25-20    | 25-16    | 25-23    |          |          |
| 10 de marzo | Lomas Vóley       | 3 - 1    | UNTreF Vóley     | Microestadio Lomas | 25-22    | 24-26    | 26-24    | 32-30    |          |
| 10 de marzo | Personal Bolívar  | 3 - 1    | Gigantes del Sur | Rep. de Venezuela  | 25-23    | 25-22    | 22-25    | 25-17    |          |

| Fecha 22   | Fecha 22          | Fecha 22 | Fecha 22         | Fecha 22           | Fecha 22 | Fecha 22 | Fecha 22 | Fecha 22 | Fecha 22 |
| Fecha      | Local             | Resul    | Visitante        | Estadio            | Set 1    | Set 2    | Set 3    | Set 4    | Set 5    |
| ---------- | ----------------- | -------- | ---------------- | ------------------ | -------- | -------- | -------- | -------- | -------- |
| 8 de marzo | Sarmiento Santana | 3 - 0    | Obras Pocito     | Alejo Gronda       | 25-23    | 25-20    | 25-21    |          |          |
| 8 de marzo | La Unión (F)      | 0 - 3    | UPCN San Juan    | Cincuentenario     | 22-25    | 20-25    | 21-25    |          |          |
| 8 de marzo | Ciudad Vóley      | 3 - 1    | UNTreF Vóley     | Víctor Nethol      | 23-25    | 25-19    | 27-25    | 25-21    |          |
| 8 de marzo | Lomas Vóley       | 2 - 3    | Boca Río Uruguay | Microestadio Lomas | 23-25    | 22-25    | 27-25    | 28-26    | 10-15    |
| 8 de marzo | PSM Vóley         | 2 - 3    | Gigantes del Sur | Gimnasio Paraná    | 19-25    | 25-27    | 25-23    | 25-21    | 24-22    |

## Segunda fase, play-offs
|  | Cuartos de final | Cuartos de final    | Cuartos de final |                  |     | Semifinales       | Semifinales | Semifinales |  |     | Final         | Final | Final |  |
|  |                  |                     |                  |                  |     |                   |             |             |  |     |               |       |       |  |
|  |                  |                     |                  |                  |     |                   |             |             |  |     |               |       |       |  |
|  | 1.°              | UPCN San Juan       | 3                |                  |     |                   |             |             |  |     |               |       |       |  |
|  | 1.°              | UPCN San Juan       | 3                |                  |     |                   |             |             |  |     |               |       |       |  |
|  | 8.°              | Gigantes del Sur    | 0                |                  |     |                   |             |             |  |     |               |       |       |  |
|  | 8.°              | Gigantes del Sur    | 0                |                  | 1.° | UPCN San Juan     | 3           |             |  |     |               |       |       |  |
|  |                  |                     |                  |                  | 1.° | UPCN San Juan     | 3           |             |  |     |               |       |       |  |
|  |                  |                     | 5.°              | Boca Río Uruguay | 0   |                   |             |             |  |     |               |       |       |  |
|  | 4.°              | La Unión de Formosa | 5.°              | Boca Río Uruguay | 0   | 0                 |             |             |  |     |               |       |       |  |
|  | 4.°              | La Unión de Formosa |                  |                  |     |                   |             |             |  |     |               |       |       |  |
|  | 5.°              | Boca Río Uruguay    | 3                |                  |     |                   |             |             |  |     |               |       |       |  |
|  | 5.°              | Boca Río Uruguay    | 3                |                  |     |                   |             |             |  | 1.° | UPCN San Juan | 3     |       |  |
|  |                  |                     |                  |                  |     |                   |             |             |  | 1.° | UPCN San Juan | 3     |       |  |
|  |                  |                     | 3.°              | Lomas Vóley      | 0   |                   |             |             |  |     |               |       |       |  |
|  | 2.°              | Sarmiento Santana   | 3.°              | Lomas Vóley      | 0   | 3                 |             |             |  |     |               |       |       |  |
|  | 2.°              | Sarmiento Santana   |                  |                  |     |                   |             |             |  |     |               |       |       |  |
|  | 7.°              | Personal Bolívar    | 0                |                  |     |                   |             |             |  |     |               |       |       |  |
|  | 7.°              | Personal Bolívar    | 0                |                  | 2.° | Sarmiento Santana | 0           |             |  |     |               |       |       |  |
|  |                  |                     |                  |                  | 2.° | Sarmiento Santana | 0           |             |  |     |               |       |       |  |
|  |                  |                     | 3.°              | Lomas Vóley      | 3   |                   |             |             |  |     |               |       |       |  |
|  | 3.°              | Lomas Vóley         | 3.°              | Lomas Vóley      | 3   | 3                 |             |             |  |     |               |       |       |  |
|  | 3.°              | Lomas Vóley         |                  |                  |     |                   |             |             |  |     |               |       |       |  |
|  | 6.°              | Ciudad Vóley        | 0                |                  |     |                   |             |             |  |     |               |       |       |  |
|  | 6.°              | Ciudad Vóley        | 0                |                  |     |                   |             |             |  |     |               |       |       |  |
|  |                  |                     |                  |                  |     |                   |             |             |  |     |               |       |       |  |

### Cuartos de final
| Fecha       | Local               | Resul | Visitante           | Set 1 | Set 2 | Set 3 | Set 4 | Set 5 |
| ----------- | ------------------- | ----- | ------------------- | ----- | ----- | ----- | ----- | ----- |
| 17 de marzo | UPCN San Juan Vóley | 3-0   | Gigantes del Sur    | 25-19 | 25-16 | 25-20 |       |       |
| 18 de marzo | UPCN San Juan Vóley | 3-0   | Gigantes del Sur    | 25-20 | 25-19 | 25-22 |       |       |
| 23 de marzo | Gigantes del Sur    | 1-3   | UPCN San Juan Vóley | 22-25 | 24-26 | 25-23 | 20-25 |       |

| Fecha       | Local               | Resul | Visitante           | Set 1 | Set 2 | Set 3 | Set 4 | Set 5 |
| ----------- | ------------------- | ----- | ------------------- | ----- | ----- | ----- | ----- | ----- |
| 17 de marzo | La Unión de Formosa | 1-3   | Boca Río Uruguay    | 21-25 | 25-22 | 17-25 | 20-25 |       |
| 18 de marzo | La Unión de Formosa | 1-3   | Boca Río Uruguay    | 25-17 | 20-25 | 21-25 | 26-28 |       |
| 23 de marzo | Boca Río Uruguay    | 3-0   | La Unión de Formosa | 25-18 | 25-23 | 25-11 |       |       |

| Fecha       | Local        | Resul | Visitante    | Set 1 | Set 2 | Set 3 | Set 4 | Set 5 |
| ----------- | ------------ | ----- | ------------ | ----- | ----- | ----- | ----- | ----- |
| 17 de marzo | Lomas Vóley  | 3-2   | Ciudad Vóley | 17-25 | 21-25 | 25-22 | 25-21 | 15-13 |
| 18 de marzo | Lomas Vóley  | 3-0   | Ciudad Vóley | 25-20 | 25-16 | 25-21 |       |       |
| 24 de marzo | Ciudad Vóley | 1-3   | Lomas Vóley  | 19-25 | 29-27 | 13-25 | 20-25 |       |

| Fecha       | Local                      | Resul | Visitante                  | Set 1 | Set 2 | Set 3 | Set 4 | Set 5 |
| ----------- | -------------------------- | ----- | -------------------------- | ----- | ----- | ----- | ----- | ----- |
| 17 de marzo | Sarmiento Santana Textiles | 3-2   | Personal Bolívar           | 29-27 | 23-25 | 21-25 | 25-18 | 15-13 |
| 18 de marzo | Sarmiento Santana Textiles | 3-0   | Personal Bolívar           | 25-21 | 25-17 | 25-23 |       |       |
| 23 de marzo | Personal Bolívar           | 1-3   | Sarmiento Santana Textiles | 22-25 | 25-19 | 26-28 | 18-25 |       |

### Semifinales
| Fecha       | Local                    | Resul | Visitante                | Set 1 | Set 2 | Set 3 | Set 4 | Set 5 |
| ----------- | ------------------------ | ----- | ------------------------ | ----- | ----- | ----- | ----- | ----- |
| 29 de marzo | UPCN San Juan Vóley      | 3-0   | Boca Río Uruguay Seguros | 25-20 | 25-18 | 25-27 |       |       |
| 31 de marzo | UPCN San Juan Vóley      | 3-0   | Boca Río Uruguay Seguros | 25-21 | 25-17 | 25-20 |       |       |
| 5 de abril  | Boca Río Uruguay Seguros | 0-3   | UPCN San Juan Vóley      | 22-25 | 17-25 | 19-25 |       |       |

| Fecha       | Local                      | Resul | Visitante                  | Set 1 | Set 2 | Set 3 | Set 4 | Set 5 |
| ----------- | -------------------------- | ----- | -------------------------- | ----- | ----- | ----- | ----- | ----- |
| 29 de marzo | Sarmiento Santana Textiles | 2-3   | Lomas Vóley                | 25-23 | 23-25 | 25-22 | 23-25 | 12-15 |
| 31 de marzo | Sarmiento Santana Textiles | 2-3   | Lomas Vóley                | 16-25 | 26-28 | 25-18 | 25-17 | 9-15  |
| 5 de abril  | Lomas Vóley                | 3-2   | Sarmiento Santana Textiles | 26-24 | 20-25 | 20-25 | 25-22 | 15-12 |

### Final
| Fecha       | Local               | Resul | Visitante           | Set 1 | Set 2 | Set 3 | Set 4 | Set 5 |
| ----------- | ------------------- | ----- | ------------------- | ----- | ----- | ----- | ----- | ----- |
| 12 de abril | UPCN San Juan Vóley | 3-2   | Lomas Vóley         | 25-21 | 20-25 | 25-23 | 23-25 | 22-20 |
| 14 de abril | UPCN San Juan Vóley | 3-1   | Lomas Vóley         | 26-24 | 25-21 | 22-25 | 25-21 |       |
| 19 de abril | Lomas Vóley         | 0-3   | UPCN San Juan Vóley | 18-25 | 21-25 | 31-33 |       |       |

| boder                             |
| UPCN San Juan Vóley Cuarto título |